# هوغو مارادونا
هوغو هيرنان مارادونا (بالإسبانية: Hugo Hernán Maradona) (9 مايو 1969 في لانوس في الأرجنتين – 28 ديسمبر 2021)؛ المعروف بـ أل تركو. هو لاعب كرة قدم سابق، كان يلعب في مركز الوسط. وهو شقيق اللاعب الأسطوري دييغو مارادونا.

## الإحصائيات
| الأداء مع الأندية | الأداء مع الأندية       | الأداء مع الأندية       | الدوري | الدوري  | الكأس                | الكأس                | كأس الدوري          | كأس الدوري          | المجموع | المجموع |
| الموسم            | النادي                  | الدوري                  | الظهور | الأهداف | الظهور               | الأهداف              | الظهور              | الأهداف             | الظهور  | الأهداف |
| النمسا            | النمسا                  | النمسا                  | الدوري | الدوري  | الكأس                | الكأس                | كأس الدوري          | كأس الدوري          | المجموع | المجموع |
| ----------------- | ----------------------- | ----------------------- | ------ | ------- | -------------------- | -------------------- | ------------------- | ------------------- | ------- | ------- |
| 1990              | رابيد فيينا             | بوندسليغا النمسا        | 3      | 0       | 0                    | 0                    | -                   | -                   | 3       | 0       |
| اليابان           | اليابان                 | اليابان                 | الدوري | الدوري  | كأس إمبراطور اليابان | كأس إمبراطور اليابان | كأس الدوري الياباني | كأس الدوري الياباني | المجموع | المجموع |
| 1992              | توسيو فيوتشرس           | البطولات الإقليمية      | 12     | 7       | -                    | -                    | -                   | -                   | 12      | 7       |
| 1993              | توسيو فيوتشرس           | دوري كرة القدم          | 16     | 7       | 0                    | 0                    | -                   | -                   | 16      | 7       |
| 1994              | توسيو فيوتشرس           | دوري كرة القدم          | 21     | 17      | 1                    | 0                    | -                   | -                   | 22      | 17      |
| 1995              | فوكوكا بلوكس            | دوري كرة القدم          | 27     | 27      | 3                    | 0                    | -                   | -                   | 30      | 27      |
| 1996              | أفيسبا فوكوكا           | الدوري الياباني الممتاز | 21     | 8       | 0                    | 0                    | 10                  | 4                   | 31      | 12      |
| 1997              | هوكايدو كونسادول سابورو | دوري كرة القدم          | 28     | 10      | 1                    | 0                    | 8                   | 9                   | 37      | 19      |
| 1998              | هوكايدو كونسادول سابورو | الدوري الياباني الممتاز | 28     | 5       | 0                    | 0                    | 4                   | 1                   | 32      | 6       |
| البلد             | اليابان                 | اليابان                 | 153    | 81      | 5                    | 0                    | 22                  | 14                  | 180     | 85      |
| المجموع           | المجموع                 | المجموع                 | 153    | 81      | 5                    | 0                    | 22                  | 14                  | 180     | 85      |

## وصلات خارجية
- هوغو مارادونا على موقع الاتحاد الدولي (مؤرشف)  (الإنجليزية)
- هوغو مارادونا على موقع رابطة كرة القدم اليابانية للمحترفين (اليابانية)
- هوغو مارادونا على موقع قاعدة بيانات كرة القدم.إي يو (الإنجليزية)
- هوغو مارادونا على موقع Soccerway.com (الإنجليزية)
- هوغو مارادونا على موقع عالم كرة القدم.نت (الإنجليزية)